# Mestna hiša, Tokio
Stavba mestne vlade Tokia (Tōkyō-to Chōsha (東京都庁舎), imenovana tudi Tochō (都庁)), je sedež tokijske metropolitanske vlade, ki vodi posebne oddelke, mesta in vasi, ki sestavljajo tokijsko metropolitansko območje.
Stavba, ki se nahaja v Šindžukuju, je zasnoval arhitekt Kenzo Tange. Sestavljena je iz kompleksa treh struktur, od katerih vsaka zavzema mestni blok. Najvišja od treh je glavna stavba Tokijske metropolitanske stavbe št. 1, 48-nadstropni stolp, ki se v 33. nadstropju deli na dva dela. Stavba ima tudi tri nivoje pod zemljo. Zasnova stavbe naj bi bila podobna integriranemu vezju, hkrati pa vzbujala videz gotske katedrale .
To je najvišja mestna hiša na svetu.
Drugi dve stavbi v kompleksu sta osemnadstropna zgradba tokijskega mestnega sveta (Tokio Metropolitan Assembly Building) (vključno z enim podzemnim nadstropjem) in Glavna zgradba Tokyo Metropolitan No. 2, ki ima 37 nadstropij, od tega tri pod zemljo.
Dve panoramski opazovalni ploščadi, po ena v vsakem stolpu v nadstropju 45 (202 m, 663 ft), sta brezplačni za javnost, na njiju najdemo tudi trgovine s spominki in kavarne. Opazovalne ploščadi so odprte med 9.30 in 23.00 uro, vendar sta dve opazovalni ploščadi odprti ob nadomestnih dneh.

## Zgodovina
Stavbo je zasnoval Kenzo Tange in jo dokončal decembra 1990. Investicija je bila težka 157 milijard ¥ (približno ena milijarda ameriških dolarjev) javnega denarja. Nadomestila je staro mestno hišo v Jūrakučōju, ki je bila zgrajena leta 1957, prav tako pa jo je projektiral Tange. Danes služi kot prizorišče mednarodnega foruma v Tokiu.
To je bila najvišja stavba po višini strehe v Tokiu, dokler ni bil leta 2007 dokončan stolp Midtown.